# リチャード・ボンド

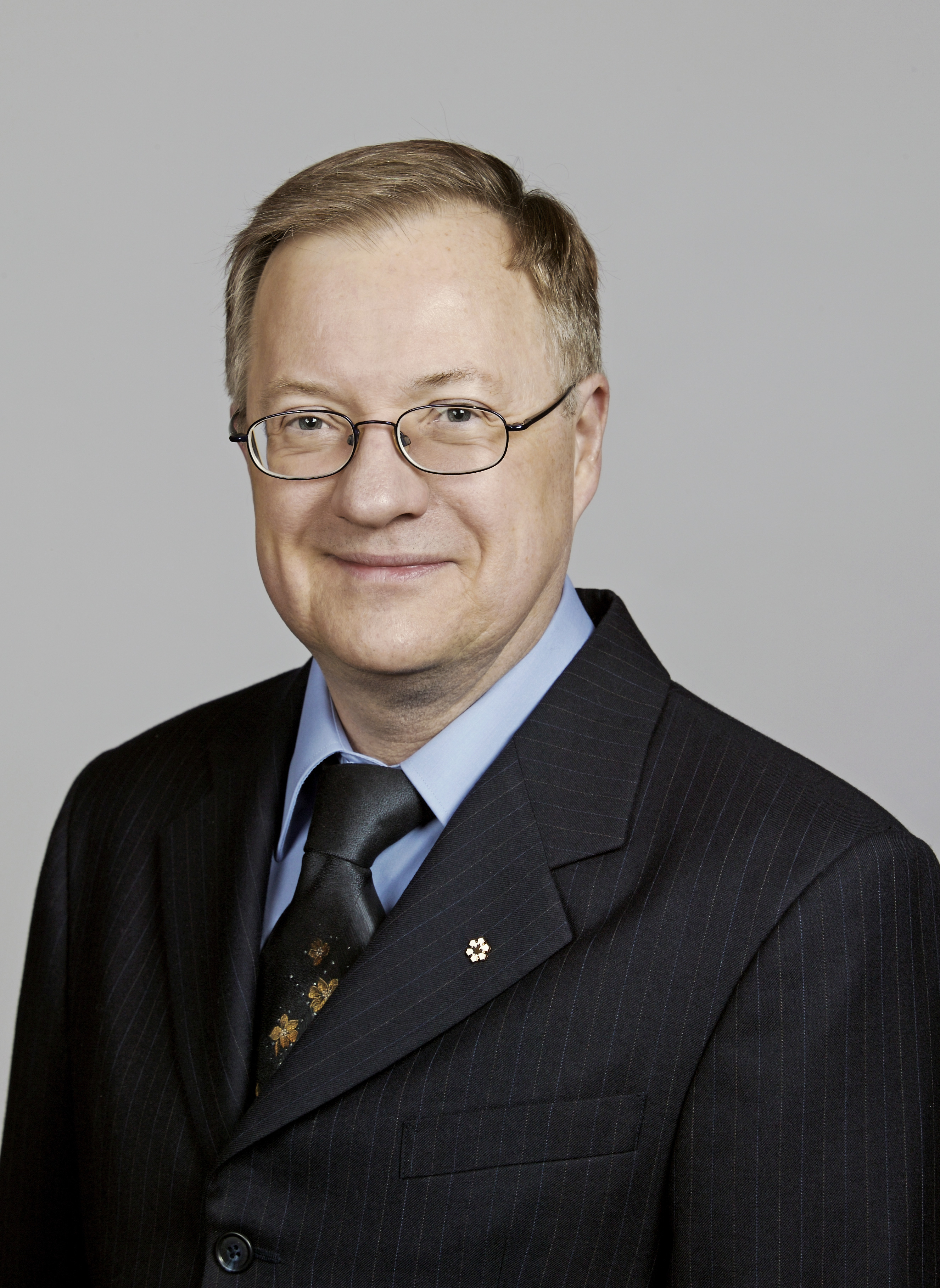
リチャード・ボンド

リチャード・ボンド(John Richard "Dick" Bond、1950年 - )は、カナダの天体物理学者、宇宙論学者である。

## 経歴
オンタリオ州トロント出身。1973年にトロント大学で学士号、1979年にカリフォルニア工科大学のウィリアム・ファウラーの下で理論物理学の博士号を取得した。1985年にカナダ理論天体物理学研究所及びトロント大学の教授となった。1996年から2009年には、2期に渡り、カナダ理論天体物理学研究所長を務めた。2002年には、カナダ先端研究機構の宇宙論及び重力プログラムを率いた。
ボンドの最も有名な業績は、宇宙背景放射の異方性の理論モデリングである。1990年代以降、異方性の詳細な測定により、現代宇宙論と宇宙構造の進化の理解の基礎となる理論モデルの構築が可能となった。

## 受賞等
- 1996年 - カナダ王立協会フェロー
- 1996年 - ビールズ賞（カナダ天文学会）[3]
- 1998年 - CAP・CRM賞[4]
- 2001年 - 王立協会フェロー
- 2002年 - ハイネマン賞天体物理学部門
- 2005年 - カナダ勲章
- 2006年 - ヘルツバーグメダル
- 2007年 - アイザック・ウォルトン・キラム記念賞、フンボルト賞
- 2008年 - グルーバー賞宇宙論部門[5]
- 2009年 - ヘンリー・マーシャル・トーリー・メダル
- 2024年 - ハンス・ベーテ賞
- 2025年 - ショウ賞天文学部門